# Titularbistum Iulium Carnicum
Iulium Carnicum (ital.: Zuglio) ist ein Titularbistum der römisch-katholischen Kirche.
Es geht zurück auf einen Bischofssitz in der antiken Stadt Iulium Carnicum, dem heutigen Zuglio in der italienischen Region Friaul-Julisch Venetien. Dieses antike Bistum gehörte der Kirchenprovinz Aquileia an.
| Titularbischöfe von Iulium Carnicum |                                               |                                 |                  |                   |
| Nr.                                 | Name                                          | Amt                             | von              | bis               |
| 1                                   | Aldo Gobbi                                    | Weihbischof in Imola (Italien)  | 22. April 1967   | 29. November 1973 |
| 2                                   | Emilio Pizzoni                                | Weihbischof in Udine (Italien)  | 21. März 1974    | 1. August 1985    |
| 3                                   | Pietro Brollo                                 | Weihbischof in Udine (Italien)  | 21. Oktober 1985 | 2. Januar 1996    |
| 4                                   | Alfred Kipkoech Arap Rotich                   | Weihbischof in Nairobi (Kenia)  | 9. März 1996     | 29. August 1997   |
| 5                                   | Mario Zenari (Titularerzbischof pro hac vice) | Apostolischer Nuntius           | 12. Juli 1999    | 19. November 2016 |
| 6                                   | Pedro Sergio de Jesús Mena Díaz               | Weihbischof in Yucatán (Mexiko) | 27. Mai 2017     |                   |